# Olivin
Olivin er et mineral, der fortrinsvis benyttes i produktionen af stål, hvor man tilsætter olivin til jernmalmen i højovnen. Olivinen hjælper til med at rense slagger fra jernmalmen.